# Ariake Gymnastics Centre

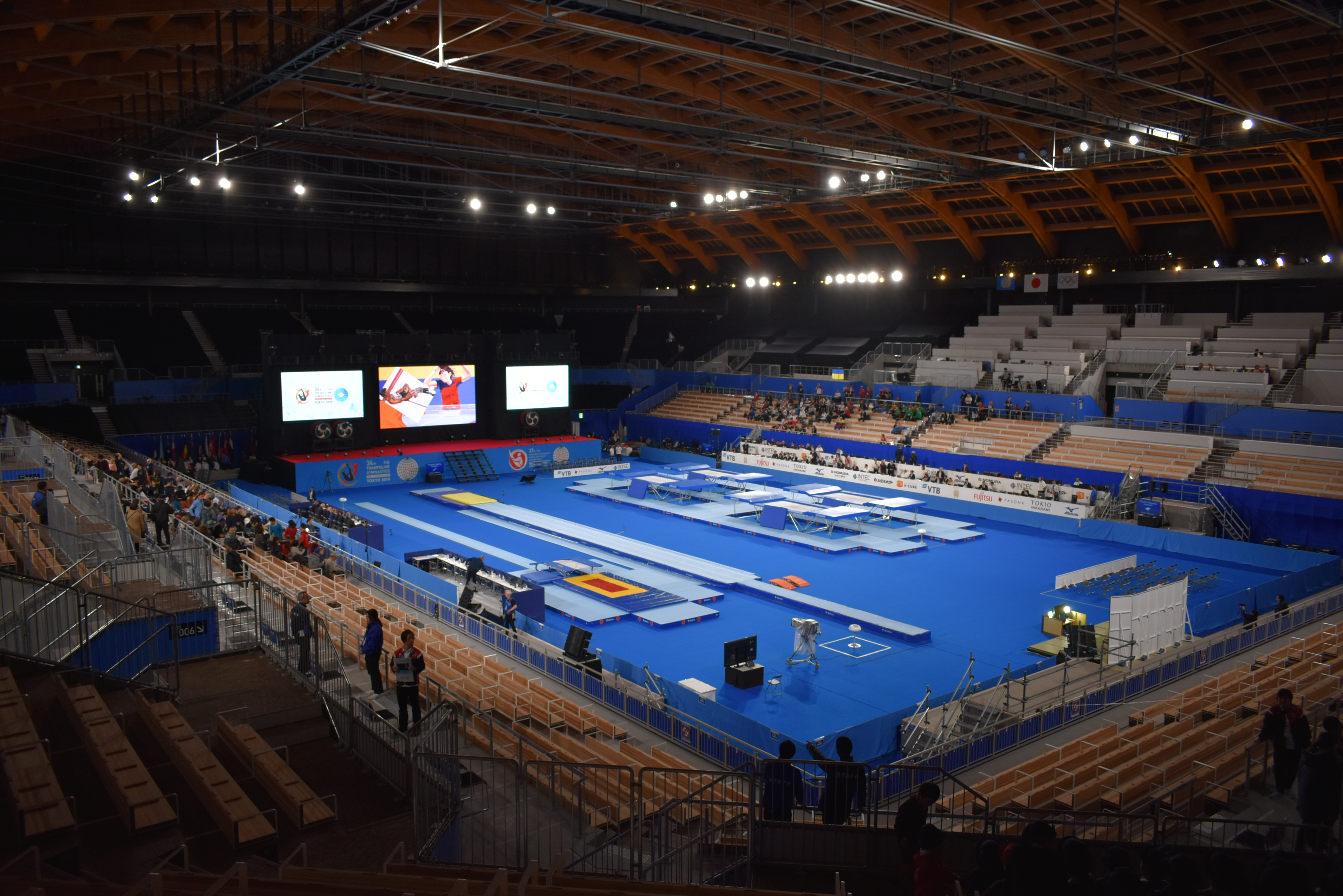

Das Ariake Gymnastics Centre (englisch für 有明体操競技場, japanisch ありあけたいそうきょうぎじょう Ariake taisō kyōgijō), heute genannt Ariake Gym-Ex (Eigenschreibweise: Ariake GYM-EX), ist eine Mehrzweckhalle im Süden der japanischen Hauptstadt Tokio, genauer im Stadtteil Ariake des Bezirks Kōtō der Präfektur Tokio.
Die im Oktober 2019 fertiggestellte Halle wurde für die Olympischen Sommerspiele 2020 gebaut und soll bis zu 12.000 Personen Platz bieten. In der Halle wurden die Wettbewerbe im Turnsport ausgetragen. Die Architekten haben sich beim Bau an traditionell japanischen Bautechniken orientiert. Dabei wurden 2300 Kubikmeter Holz aus ganz Japan verwendet. Das Gymnastics Centre soll nach Aussage der Organisatoren einer „Holzschale, die in der Bucht schwimmt“ ähneln.
Auch während den Sommer-Paralympics 2020 war die Arena Wettkampfstätte für die Goalballwettbewerb. Danach wurde die Halle zum Ausstellungszentrum umfunktioniert.